# دروک (اژدها)

دروک بر روی پرچم بوتان

دروک (به دزونگخایی: འབྲུག་) در اسطوره‌های بوتانی اژدهای تندر و نماد ملی کشور بوتان است. خود بوتان در زبان دزونگخایی دروک یول نامیده می‌شود که به‌معنای «سرزمین دروک» است و بر روی پرچم آن نیز تصویری از این اژدها که جواهراتی را به نشانهٔ ثروت نگاه‌داشته‌است دیده می‌شود. رهبران بوتان را نیز دروک گیالپو می‌نامند که به معنای «پادشاهان اژدها» ست. همچنین سرود ملی این کشور دروک تسندن نام دارد که به «پادشاهی دروک» ترجمه می‌شود.